# Hasarius kweilinensis
Hasarius kweilinensis is een spinnensoort uit de familie springspinnen (Salticidae). De soort komt voor in China.